# قيرتاي
قيرتاي هي بلدة في مقاطعة آلات في ولاية بخارى في أوزبكستان.